# Temporada do Paysandu Sport Club de 2012
O Paysandu Sport Club em 2012 disputou três torneios distintos: o Campeonato Paraense (96º), Copa do Brasil (15º) e Campeonato Brasileiro - Série C (7º). Foi um ano marcante para o clube, que após seis anos, conquistou o acesso no campeonato nacional, e de maneira inédita avançou às oitavas-de-finais da Copa.
O ano começou com o Campeonato Paraense entre os meses de janeiro e abril. Porém, o Paysandu decepcionou e terminou na 4ª colocação. No torneio houve a primeira mudança de treinador, o técnico Nad foi demitido após ter feito um primeiro turno ruim, no qual o clube nem passou de fase, e no seu lugar, o então auxiliar técnico Lecheva assumiu o comando do clube bicolor. No certame, o novo treinador perdeu apenas um jogo, para o Águia de Marabá, porém foi suficiente para decretar a eliminação do clube nas semi-finais do segundo turno.
No decorrer do Campeonato Paraense, houve também a Copa do Brasil. O Paysandu estreou contra o Espigão  e já eliminou o jogo de volta. Na segunda fase o adversário foi o Sport, da Série A do Brasileirão. Em um duelo histórico, o Papão da Curuzu conquistou a classificação com duas vitórias, inclusive um 4 a 1 em plena Ilha do Retiro, em Recife, casa do Sport. Pela primeira vez na história o Paysandu conseguiu eliminar dois times na Copa. E nas oitavas-de-final enfrentou o Coritiba, que venceu o clube paraense nos dois jogos. Com isso, o Paysandu de despedia de sua melhor campanha na Copa do Brasil.
Restava o Campeonato Brasileiro da Série C, que começou em julho. Para a competição, o Paysandu quis um novo técnico, mais experiente e trouxe Roberval Davino para o comando. E quando começou o torneio, o clube alvi-celeste estreou bem, com duas vitórias nos dois primeiros jogos, se isolando na liderança. Porém, o time comandado por Davino caiu de produção e em seguida perdeu para o Fortaleza, depois entrou em dois empates até perder para o então lanterna Treze da Paraíba, o que culminou a demissão do técnico. No jogo posterior, contra o Cuiabá o time foi comandado pelo interino Lecheva e voltou a vencer, quebrando o jejum de quatro jogos. Porém a diretoria não queria o ex-jogador como treinado e contratou outro técnico. Até chegarem no experiente Givanildo Oliveira que já fez história no Paysandu ao conquistar a Copa dos Campeões de 2002. Porém a fama do treinador veio à tona, e após sete jogos seguidos sem vencer pediu demissão e indicou o auxiliar e ex-técnico Lecheva para assumir o cargo. Com o ex-jogador e ídolo bicolor novamente no comando, o Paysandu voltou a vencer no segundo jogo do treinador, goleando o Treze por 5 a 1. Nos últimos jogos da primeira fase, o time foi ajeitado por Lecheva e conseguiu a classificação para as quartas-de-finais. Na fase eliminatória, venceu o Macaé em casa por 2 a 0, e depois perdeu fora por 3 a 2, o que não foi suficiente para o Paysandu ser eliminado da competição. Enfim, classificado, o Paysandu comemorou o acesso heroico após seis anos de tentativas frustradas. Nas semi-finais foi eliminado pelo Icasa, o que não desanimou a torcida, que ainda estava eufórica pela conquista da vaga na Série B.
O ano foi marcado também pela eleição do novo presidente bicolor, que pela primeira vez foi realizada de maneira direta, possibilitando o voto de todos os sócios. E no dia 1 de dezembro o ex-jogador e ídolo do Paysandu, Vandick Lima foi eleito novo presidente e dirigirá o clube em 2013 e 2014.

## Uniformes de Jogo

### Uniformes de Jogo
- 1º - Camisa azul, short azul e meias azuis;
- 2º - Camisa branca, short branco e meias brancas.

| 1º Uniforme | 2º Uniforme |

### Uniforme de Treino
| Jogadores | C. Técnica |  |

## Partidas
| Nº | Data            | Competição           | Rodada                   | Mandante         | Placar | Visitante         | Estádio                   | Cidade             | Público | Ref.   |
| -- | --------------- | -------------------- | ------------------------ | ---------------- | ------ | ----------------- | ------------------------- | ------------------ | ------- | ------ |
| 1  | 8 de janeiro    | Amistoso             | -                        | Paysandu         | 6 – 0  | Independente      | Estádio Curuzu            | Belém              |         | [ 11 ] |
| 2  | 14 de janeiro   | Paraense (CB)        | 1ª                       | Paysandu         | 1 – 2  | Cametá            | Estádio Curuzu            | Belém              | 2 544   | [ 12 ] |
| 3  | 17 de janeiro   | Paraense (CB)        | 2ª                       | São Francisco-PA | 2 – 1  | Paysandu          | Colosso do Tapajós        | Santarém           | 4 223   |        |
| 4  | 20 de janeiro   | Paraense (CB)        | 3ª                       | Paysandu         | 2 – 1  | Tuna Luso         | Estádio Curuzu            | Belém              | 1 652   |        |
| 5  | 22 de janeiro   | Amistoso             | -                        | Sel. Paragominas | 0 – 1  | Paysandu          | Estádio Arena Verde       | Paragominas        |         |        |
| 6  | 25 de janeiro   | Paraense (CB)        | 4ª                       | Águia de Marabá  | 2 – 1  | Paysandu          | Estádio Zinho de Oliveira | Marabá             | 1 697   |        |
| 7  | 29 de janeiro   | Paraense (CB)        | 5ª                       | Paysandu         | 2 – 0  | Remo              | Mangueirão                | Belém              | 26 706  |        |
| 8  | 1 de fevereiro  | Paraense (CB)        | 6ª                       | Independente-PA  | 1 – 2  | Paysandu          | Navegantão                | Tucuruí            | 1 932   |        |
| 9  | 5 de fevereiro  | Paraense (CB)        | 7ª                       | Paysandu         | 0 – 1  | São Raimundo-PA   | Estádio Curuzu            | Belém              | 5 611   |        |
| 10 | 24 de fevereiro | Amistoso             | -                        | Paysandu         | 3 – 0  | Trem              | Estádio Curuzu            | Belém              |         | [ 13 ] |
| 11 | 29 de fevereiro | Paraense (EP)        | 1ª                       | Cametá           | 0 – 0  | Paysandu          | Estádio Parque do Bacurau | Cametá             |         |        |
| 12 | 4 de março      | Paraense (EP)        | 2ª                       | Paysandu         | 0 – 3  | São Francisco-PA  | Estádio Curuzu            | Belém              |         |        |
| 13 | 7 de março      | Copa do Brasil       | 1ª fase                  | Espigão          | 1 – 3  | Paysandu          | Luizinho Turatti          | Espigão do Oeste   | 1 522   |        |
| 14 | 12 de março     | Paraense (EP)        | 3ª                       | Tuna Luso        | 0 – 3  | Paysandu          | Mangueirão                | Belém              |         |        |
| 15 | 18 de março     | Paraense (EP)        | 4ª                       | Paysandu         | 2 – 1  | Águia de Marabá   | Mangueirão                | Belém              |         |        |
| 16 | 25 de março     | Paraense (EP)        | 5ª                       | Remo             | 0 – 0  | Paysandu          | Mangueirão                | Belém              |         |        |
| 17 | 28 de março     | Paraense (EP)        | 6ª                       | Paysandu         | 2 – 2  | Independente-PA   | Mangueirão                | Belém              |         |        |
| 18 | 1 de abril      | Paraense (EP)        | 7ª                       | São Raimundo-PA  | 0 – 1  | Paysandu          | Colosso do Tapajós        | Santarém           |         |        |
| 19 | 4 de abril      | Copa do Brasil       | 2ª fase                  | Paysandu         | 2 – 1  | Sport             | Mangueirão                | Belém              | 7 702   |        |
| 20 | 7 de abril      | Paraense (EP)        | Semi-final               | Águia de Marabá  | 1 – 0  | Paysandu          | Estádio Zinho de Oliveira | Marabá             |         |        |
| 21 | 11 de abril     | Copa do Brasil       | 2ª fase                  | Sport            | 1 – 4  | Paysandu          | Ilha do Retiro            | Recife             | 13 029  |        |
| 22 | 14 de abril     | Paraense (EP)        | Semi-final               | Paysandu         | 1 – 1  | Águia de Marabá   | Mangueirão                | Belém              |         |        |
| 23 | 26 de abril     | Copa do Brasil       | Oitavas                  | Coritiba         | 4 – 1  | Paysandu          | Couto Pereira             | Curitiba           | 9 228   |        |
| 24 | 3 de maio       | Copa do Brasil       | Oitavas                  | Paysandu         | 0 – 1  | Coritiba          | Mangueirão                | Belém              | 36 515  |        |
| 25 | 12 de maio      | Amistoso             | -                        | Paysandu         | 2 – 3  | Nacional-AM       | Estádio Arena Verde       | Paragominas        |         |        |
| 26 | 19 de maio      | Amistoso             | -                        | Sel. Maracanã    | 1 – 2  | Paysandu          | Municipal                 | Maracanã           |         | [ 14 ] |
| 27 | 20 de maio      | Amistoso             | -                        | Izabelense       | 0 – 0  | Paysandu          |                           |                    |         |        |
| 28 | 27 de Maio      | Amistoso             | -                        | Paysandu         | 1 – 0  | Time Negra        |                           |                    |         |        |
| 29 | 3 de junho      | Amistoso             | -                        | Paysandu         | 4 – 1  | Time Negra        | Estádio Curuzu            | Belém              | 1 222   | [ 15 ] |
| 30 | 10 de junho     | Amistoso             | -                        | Paysandu         | 3 – 0  | Remo              | Mangueirão                | Belém              | 12 171  | [ 16 ] |
| 31 | 2 de julho      | Brasileiro - Série C | 1ª                       | Paysandu         | 2 – 0  | Luverdense        | Estádio Curuzu            | Belém              | 10 720  | [ 17 ] |
| 32 | 7 de julho      | Brasileiro - Série C | 2ª                       | Guarany          | 1 – 2  | Paysandu          | Junco                     | Sobral             | 3 785   | [ 18 ] |
| 33 | 16 de julho     | Brasileiro - Série C | 3ª                       | Paysandu         | 0 – 1  | Fortaleza         | Mangueirão                | Belém              | 21 247  | [ 19 ] |
| 34 | 20 de julho     | Brasileiro - Série C | 4ª                       | Santa Cruz       | 3 – 3  | Paysandu          | Arruda                    | Recife             | 24 360  | [ 20 ] |
| 35 | 30 de julho     | Brasileiro - Série C | 5ª                       | Paysandu         | 0 – 0  | Águia de Marabá   | Mangueirão                | Belém              | 10 515  |        |
| 36 | 5 de agosto     | Brasileiro - Série C | 6ª                       | Treze            | 1 – 0  | Paysandu          | O Amigão                  | Campina Grande     | 8 397   |        |
| 37 | 11 de agosto    | Brasileiro - Série C | 7ª                       | Paysandu         | 2 – 1  | Cuiabá            | Mangueirão                | Belém              | 5 778   |        |
| 38 | 19 de agosto    | Brasileiro - Série C | 8ª                       | Salgueiro        | 1 – 1  | Paysandu          | Cornélio de Barros        | Salgueiro          | 9 242   |        |
| 39 | 25 de agosto    | Brasileiro - Série C | 9ª                       | Paysandu         | 1 – 1  | Icasa             | Mangueirão                | Belém              | 9 920   |        |
| 40 | 2 de setembro   | Brasileiro - Série C | 10ª                      | Luverdense       | 2 – 2  | Paysandu          | Passo das Emas            | Lucas do Rio Verde | 3 053   |        |
| 41 | 8 de setembro   | Brasileiro - Série C | 11ª                      | Paysandu         | 1 – 1  | Guarany de Sobral | Mangueirão                | Belém              | 5 733   |        |
| 42 | 16 de setembro  | Brasileiro - Série C | 12ª                      | Fortaleza        | 3 – 1  | Paysandu          | Presidente Vargas         | Fortaleza          | 17 619  |        |
| 43 | 23 de setembro  | Brasileiro - Série C | 13ª                      | Paysandu         | 0 – 0  | Santa Cruz        | Mangueirão                | Belém              | 5 003   |        |
| 44 | 29 de setembro  | Brasileiro - Série C | 14ª                      | Águia de Marabá  | 1 – 1  | Paysandu          | Zinho de Oliveira         | Marabá             | 2 136   |        |
| 45 | 6 de outubro    | Brasileiro - Série C | 15ª                      | Paysandu         | 5 – 1  | Treze             | Mangueirão                | Belém              | 7 534   |        |
| 46 | 14 de outubro   | Brasileiro - Série C | 16ª                      | Cuiabá           | 1 – 1  | Paysandu          | Dutrinha                  | Cuiabá             | 440     |        |
| 47 | 21 de outubro   | Brasileiro - Série C | 17ª                      | Paysandu         | 4 – 0  | Salgueiro         | Mangueirão                | Belém              | 23 404  |        |
| 48 | 28 de outubro   | Brasileiro - Série C | 18ª                      | Icasa            | 1 – 0  | Paysandu          | Romeirão                  | Juazeiro do Norte  | 4 611   |        |
| 49 | 2 de novembro   | Brasileiro - Série C | Quartas de final - ida   | Paysandu         | 2 – 0  | Macaé             | Estádio Arena Verde       | Paragominas        | 6 223   |        |
| 50 | 10 de novembro  | Brasileiro - Série C | Quartas de final - volta | Macaé            | 3 – 2  | Paysandu          | Moacyrzão                 | Macaé              | 4 564   |        |
| 51 | 16 de novembro  | Brasileiro - Série C | Semifinal - ida          | Paysandu         | 3 – 2  | Icasa             | Estádio Arena Verde       | Paragominas        | 1 702   |        |
| 52 | 22 de novembro  | Brasileiro - Série C | Semifinal - volta        | Icasa            | 2 – 1  | Paysandu          | Romeirão                  | Juazeiro do Norte  | 4 655   |        |
| 53 | 8 de dezembro   | Amistoso             | -                        | São José-AP      | 1 – 0  | Paysandu          | Zerão                     | Macapá             |         | [ 21 ] |
| 54 | 9 de dezembro   | Amistoso             | -                        | Ypiranga-AP      | 1 – 0  | Paysandu          | Augusto Antunes           | Santana            |         | [ 22 ] |

Legenda:      Vitórias —      Empates —      Derrotas

### Amistosos
| 8 de janeiro | Paysandu                                  | 6 - 0 | Independente | Curuzu, Belém |
|              | Neto · Robinho · Leleu · Djalma · Bartola |       |              |               |

| 22 de janeiro | Seleção de Paragominas | 0 - 1 | Paysandu   | Arena Verde, Paragominas |
|               |                        |       | Zé Augusto |                          |

| 24 de Fevereiro | Paysandu                       | 3 - 0 | Trem | Curuzu, Belém |
|                 | Robinho · Yago Pikachu · Leleu |       |      |               |

| 12 de Maio | Paysandu                    | 2 - 3 | Nacional-AM                             | Curuzu, Belém |
|            | Adriano Magrão · Zé Augusto |       | Gol marcado · Gol marcado · Gol marcado |               |

| 19 de Maio | Paysandu        | 2 - 1 | Seleção de Maracanã | Curuzu, Belém |
|            | Lineker · Leleu |       | Gol marcado         |               |

| 20 de Maio | Paysandu | 0 - 0 | Izabelense | Curuzu, Belém |
|            |          |       |            |               |

| 27 de Maio | Paysandu | 1 - 0 | Time Negra | Curuzu, Belém |
|            | Kiros    |       |            |               |

| 3 de Junho | Paysandu | 4 - 1 | Time Negra  | Curuzu, Belém |
|            | Kiros    |       | Gol marcado |               |

| 3 de Junho | Paysandu                       | 3 - 0 | Time Negra | Mangueirão, Belém |
|            | William · Héliton · Leandrinho |       |            |                   |

| 8 de Dezembro | São José-AP | 1 - 0 | Paysandu | Zerão, Macapá |
|               | Magrão 79'  |       |          |               |

| 9 de Dezembro | Ypiranga-AP | 1 - 0 | Paysandu | Augusto Antunes, Santana |
|               | Patrick 72' |       |          |                          |

### Campeonato Paraense

#### Taça Cidade de Belém
| 14 de janeiro | Paysandu           | 1 - 2          | Cametá              | Curuzu, Belém                                       |
| 16:00         | Américo 67' (g.c.) | súmula borderô | 31' 85' Rafael Paty | Público: 2 544 Árbitro: PA Joelson Silva dos Santos |

| 17 de janeiro | São Francisco-PA                  | 2 - 1          | Paysandu    | Colosso do Tapajós, Satarém                          |
| 20:30         | Ricardinho 77' · Léo Oliveira 83' | súmula borderô | 90' Bartola | Público: 4 223 Árbitro: PA Nadilson Souza dos Santos |

| 20 de janeiro | Paysandu                      | 2 - 1          | Tuna Luso         | Curuzu, Belém                                               |
| 20:30         | Robinho 5' · Thiago Costa 39' | súmula borderô | 47' Edilson Belém | Público: 1 652 Árbitro: PA Dewson Fernando Freitas da Silva |

| 25 de janeiro | Águia de Marabá        | 2 - 1          | Paysandu         | Zinho de Oliveira, Marabá                             |
| 20:30         | Rayro 1' · Charles 65' | súmula borderô | 69' Yago Pikachu | Público: 1 697 Árbitro: PA Joquetam Moreira Guimarães |

| 29 de janeiro | Paysandu                     | 2 - 0          | Remo | Mangueirão, Belém                                             |
| 16:00         | Leandrinho 46' · Heliton 86' | súmula borderô |      | Público: 26 706 Árbitro: PA Joelson Nazareno Ferreira Cardoso |

| 1 de fevereiro | Independente-PA | 1 - 2          | Paysandu         | Navegantão, Tucuruí                                         |
| 20:30          | Ró 9'           | súmula borderô | 25', 68' Bartola | Público: 1 932 Árbitro: PA Dewson Fernando Freitas da Silva |

| 5 de fevereiro | Paysandu | 0 - 1          | São Raimundo-PA | Curuzu, Belém                                            |
| 16:00          |          | súmula borderô | 75' Labilá      | Público: 5 611 Árbitro: PA Marcos Antônio Silva Mendonça |

#### Taça Estado do Pará
| 29 de Fevereiro | Cametá | 0 - 0 | Paysandu | Parque do Bacurau, Cametá |
| 20:30           |        |       |          |                           |

| 4 de Março | Paysandu | 0 - 3 | São Francisco-PA                            | Curuzu, Belém |
|            |          |       | 28' Emerson Bala · 53' Caçula · 90' Cleidir |               |

| 12 de Março | Tuna Luso | 0 - 3 | Paysandu                                         | Mangueirão, Belém                                |
| 15:30       |           |       | 17' kariri · 53' Robinho · 90+2' Thiago Potiguar | Público: 3 232 Árbitro: Joelson Silva dos Santos |

| 18 de Março | Paysandu                    | 2 - 1 | Águia de Marabá | Mangueirão, Belém |
|             | Yago Pikachu 34' · Neto 87' |       | 17' Branco      |                   |

| 25 de Março | Remo | 0 - 0 | Paysandu | Mangueirão, Belém |
|             |      |       |          |                   |

| 28 de Março | Paysandu                       | 2 - 2 | Independente-PA                         | Mangueirão, Belém |
|             | Yago Pikachu 15' · Heliton 26' |       | 25' Felipe Gaúcho · 70' Thiago Floriano | Público: 2 095    |

| 1 de Abril | São Raimundo-PA | 0 - 1 | Paysandu    | Colosso do Tapajós, Santarém |
|            |                 |       | 40' Douglas |                              |

#### Semifinal
| 7 de Abril | Águia de Marabá | 1 - 0 | Paysandu | Zinho de Oliveira, Marabá |
|            | Flamel 51'      |       |          |                           |

| 14 de Abril | Paysandu               | 1 - 1 | Águia de Marabá | Mangueirão, Belém |
|             | yago Pikachu 78' (pen) |       | 50' Branco      | Público: 2 095    |

### Copa do Brasil

#### Primeira fase
| 7 de março    | Espigão    | 1 – 3          | Paysandu                                      | Estádio Luizinho Turatti, Espigão do Oeste             |
| 20:30 (UTC-3) | Vieira 68' | súmula borderô | 1' Leandrinho Baia · 13', 67' Jalleson Kariri | Público: 1 522 Árbitro: AC Carlos Ronne Casas de Paiva |

#### Segunda fase
| 4 de abril    | Paysandu                              | 2 – 1          | Sport      | Estádio Mangueirão, Belém                            |
| 21:50 (UTC-3) | Yago Pikachu 14' · Adriano Magrão 52' | súmula borderô | 45+1' Jael | Público: 7 702 Árbitro: SP Wilson Luiz Seneme (FIFA) |

| 11 de abril   | Sport            | 1 – 4          | Paysandu                                                    | Estádio da Ilha do Retiro, Recife                          |
| 22:00 (UTC-3) | Bruno Aguiar 76' | súmula borderô | 60' Yago Pikachu · 64', 84' Heliton · 90+3' Rafael Oliveira | Público: 13 029 Árbitro: SP Paulo Cesar de Oliveira (FIFA) |

#### Terceira fase
| 26 de abril   | Coritiba                                                                     | 4 – 1          | Paysandu            | Estádio Couto Pereira, Curitiba                      |
| 19:30 (UTC-3) | Anderson Aquino 32' · Roberto 33' · Éverton Ribeiro 42' · Tcheco 90+2' (pen) | súmula borderô | 67' Thiago Potyguar | Público: 9 228 Árbitro: SP Guilherme Ceretta de Lima |

| 3 de maio     | Paysandu | 0 – 1          | Coritiba   | Estádio Mangueirão, Belém                                      |
| 19:30 (UTC-3) |          | súmula borderô | 44' Tcheco | Público: 36 515 Árbitro: AL Francisco Carlos Nascimento (FIFA) |

### Série C

#### Primeiro turno
| 2 de julho    | Paysandu                        | 2 − 0          | Luverdense | Estádio da Curuzu, Belém                              |
| 20:30 (UTC-3) | Kiros 57' · Thiago Potiguar 60' | súmula borderô |            | Público: 10 720 Árbitro: PI Antonio Trindade de Souza |

| 7 de julho    | Guarany de Sobral | 1 − 2          | Paysandu                       | Estádio do Junco, Sobral                        |
| 16:00 (UTC-3) | Joécio 33'        | súmula borderô | 57' Kiros · 90+2' Yago Pikachu | Público: 3 785 Árbitro: PI Antônio Santos Nunes |

| 16 de julho   | Paysandu | 0 − 1          | Fortaleza    | Estádio Mangueirão, Belém                               |
| 20:30 (UTC-3) |          | súmula borderô | 15' Waldison | Público: 21 247 Árbitro: MA Paulo Sérgio Santos Moreira |

| 20 de julho   | Santa Cruz                                  | 3 − 3          | Paysandu                                            | Estádio do Arruda, Recife                                      |
| 19:00 (UTC-3) | Fabrício Ceará 20' · Dênis Marques 85', 89' | súmula borderô | 18' Fábio Sanches · 54' Thiago Potiguar · 77' Régis | Público: 24 360 Árbitro: ES Pablo dos Santos Alves (asp. FIFA) |

| 30 de julho   | Paysandu | 0 − 0          | Águia de Marabá | Estádio Mangueirão, Belém                                    |
| 20:30 (UTC-3) |          | súmula borderô |                 | Público: 10 515 Árbitro: PA Dewson Fernando Freitas da Silva |

| 5 de agosto   | Treze      | 1 − 0          | Paysandu | Estádio O Amigão, Campina Grande                       |
| 16:00 (UTC-3) | Brasão 71' | súmula borderô |          | Público: 8 397 Árbitro: AL Josevaldo Bissarria de Melo |

| 11 de agosto  | Paysandu                 | 2 − 1          | Cuiabá           | Estádio Mangueirão, Belém                       |
| 16:00 (UTC-3) | Rafael Oliveira 57', 84' | súmula borderô | 40' César Romero | Público: 5 778 Árbitro: TO José de Caldas Souza |

| 19 de agosto  | Salgueiro         | 1 − 1          | Paysandu      | Estádio Cornélio de Barros, Salgueiro                  |
| 16:00 (UTC-3) | Júnior Ferrim 63' | súmula borderô | 61' Vanderson | Público: 9 242 Árbitro: BA Arilson Bispo da Anunciação |

| 25 de agosto  | Paysandu            | 1 − 1          | Icasa       | Estádio Mangueirão, Belém                                   |
| 16:00 (UTC-3) | Thiago Potiguar 45' | súmula borderô | 88' Bismark | Público: 9 920 Árbitro: PI Francisco Pereira de Lima Júnior |

#### Segundo turno
| 2 de setembro | Luverdense            | 2 − 2          | Paysandu                     | Estádio Passo das Emas, Lucas do Rio Verde       |
| 17:00 (UTC-4) | Gilson 17' · Tatu 66' | súmula borderô | 68' Pablo · 79' Yago Pikachu | Público: 3 053 Árbitro: TO Jânio Pires Gonçalves |

| 8 de setembro | Paysandu    | 1 − 1          | Guarany de Sobral  | Estádio Mangueirão, Belém                                   |
| 16:00 (UTC-3) | Pantico 70' | súmula borderô | 87' Júnior Mineiro | Público: 5 733 Árbitro: MA Mayron Frederico dos Reis Novais |

| 16 de setembro | Fortaleza                     | 3 − 1          | Paysandu         | Estádio Presidente Vargas, Fortaleza                    |
| 17:00 (UTC-3)  | Assisinho 67', 75' · Guto 70' | súmula borderô | 13' Yago Pikachu | Público: 17 619 Árbitro: PI Antonio Dib Moraes de Sousa |

| 23 de setembro | Paysandu | 0 − 0          | Santa Cruz | Estádio Mangueirão, Belém                                   |
| 16:00 (UTC-3)  |          | súmula borderô |            | Público: 5 003 Árbitro: MS Paulo Henrique Schleich Vollkopf |

| 29 de setembro | Águia de Marabá | 1 − 1          | Paysandu  | Estádio Zinho de Oliveira, Marabá                           |
| 19:00 (UTC-3)  | Léo Rosa 45+2'  | súmula borderô | 36' Kiros | Público: 2 136 Árbitro: PA Dewson Fernando Freitas da Silva |

| 6 de outubro  | Paysandu                                                 | 5 − 1          | Treze             | Estádio Mangueirão, Belém                               |
| 16:00 (UTC-3) | Kiros 15', 43' · Rafael Oliveira 70', 90+2' · Moisés 88' | súmula borderô | 48' Júlio Zabotto | Público: 7 534 Árbitro: SC Paulo Henrique Godoy Bezerra |

| 14 de outubro | Cuiabá       | 1 − 1          | Paysandu            | Estádio Dutrinha, Cuiabá                       |
| 15:00 (UTC-4) | Fernando 23' | súmula borderô | 87' Rafael Oliveira | Público: 440 Árbitro: SC Ronan Marques da Rosa |

| 21 de outubro | Paysandu                                                | 4 − 0          | Salgueiro | Estádio Mangueirão, Belém                              |
| 16:00 (UTC-3) | Kiros 15', 47' · Thiago Potiguar 66' · Yago Pikachu 87' | súmula borderô |           | Público: 23 404 Árbitro: AM Edmar Campos da Encarnação |

| 27 de outubro | Icasa         | 1 − 0 | Paysandu | Estádio Romeirão, Juazeiro do Norte               |
| 17:00 (UTC-3) | Carlinhos 57' |       |          | Público: 4 611 Árbitro: RS Márcio Chagas da Silva |

#### Quartas de final
| 2 de novembro | Paysandu                                     | 2 – 0 | Macaé | Arena Verde, Paragominas                           |
| 19:00 (UTC-3) | Rafael Oliveira 46' · Yago Pikachu 65' (pen) |       |       | Público: 6 223 Árbitro: PR Edivaldo Elias da Silva |

| 10 de novembro | Macaé                              | 3 – 2 | Paysandu                         | Estádio Moacyrzão, Macaé                 |
| 17:00 (UTC-2)  | Douglas Assis 21' · Jones 59', 71' |       | 64' Yago Pikachu · 75' Vanderson | Público: 4 564 Árbitro: SP Raphael Claus |

#### Semifinal
| 16 de novembro | Paysandu                       | 3 – 2 | Icasa                            | Arena Verde, Paragominas                                      |
| 19:00 (UTC-3)  | Alex Gaibú 4', 14' · Kiros 33' |       | 47' (g.c.) Leandrinho · 61' Niel | Público: 1 702 Árbitro: SP Luiz Flávio de Oliveira (Asp.FIFA) |

| 22 de novembro | Icasa                       | 2 – 1 | Paysandu            | Estádio Romeirão, Juazeiro do Norte              |
| 21:00 (UTC-3)  | Naylhor 6' · Niel 62' (pen) |       | 87' Thiago Potiguar | Público: 4 655 Árbitro: SC Ronan Marques da Rosa |

## Estatísticas
- Atualizado em 22 de Novembro

### Artilharia
A artilharia da temporada:
| #          | Futebolista     | Total | Amistosos | Paraense | Copa do Brasil | Série C |
| ---------- | --------------- | ----- | --------- | -------- | -------------- | ------- |
| 1º         | Yago Pikachu    | 13    | 1         | 4        | 2              | 6       |
| 1º         | Kiros           | 13    | 5         | 0        | 0              | 8       |
| 2º         | Rafael Oliveira | 7     | 0         | 0        | 1              | 6       |
| 2º         | Thiago Potiguar | 7     | 0         | 1        | 1              | 5       |
| 3º         | Heliton         | 5     | 1         | 2        | 2              | 0       |
| 4º         | Robinho         | 4     | 2         | 2        | 0              | 0       |
| 4º         | Bartola         | 4     | 1         | 3        | 0              | 0       |
| 5º         | Kariri          | 3     | 0         | 1        | 2              | 0       |
| 5º         | Leleu           | 3     | 3         | 0        | 0              | 0       |
| 5º         | Neto            | 3     | 2         | 1        | 0              | 0       |
| 6º         | Vanderson       | 2     | 0         | 0        | 0              | 2       |
| 6º         | Alex Gaibú      | 2     | 0         | 0        | 0              | 2       |
| 6º         | Zé Augusto      | 2     | 2         | 0        | 0              | 0       |
| 6º         | Adriano Magrão  | 2     | 1         | 0        | 1              | 0       |
| 6º         | Leandrinho      | 2     | 1         | 1        | 0              | 0       |
| 7º         | Thiago Costa    | 1     | 0         | 1        | 0              | 0       |
| 7º         | Douglas         | 1     | 0         | 1        | 0              | 0       |
| 7º         | Leandrinho Baia | 1     | 0         | 0        | 1              | 0       |
| 7º         | Fábio Sanches   | 1     | 0         | 0        | 0              | 1       |
| 7º         | Régis           | 1     | 0         | 0        | 0              | 1       |
| 7º         | Pablo           | 1     | 0         | 0        | 0              | 1       |
| 7º         | Pantico         | 1     | 0         | 0        | 0              | 1       |
| 7º         | Moisés          | 1     | 0         | 0        | 0              | 1       |
| 7º         | Djalma          | 1     | 1         | 0        | 0              | 0       |
| 7º         | Lineker         | 1     | 1         | 0        | 0              | 0       |
| 7º         | Alex William    | 1     | 1         | 0        | 0              | 0       |
| Gol contra | Gol contra      | 1     | 0         | 1        | 0              | 0       |

### Desempenho dos treinadores
| Técnico            | J  | V  | E  | D  | GP | GC | SG | %     |
| ------------------ | -- | -- | -- | -- | -- | -- | -- | ----- |
| Nad                | 14 | 6  | 1  | 7  | 19 | 14 | 5  | 45,23 |
| Lecheva            | 21 | 10 | 5  | 6  | 38 | 24 | 14 | 55,55 |
| Roberval Davino    | 12 | 6  | 3  | 3  | 19 | 11 | 8  | 58,33 |
| Givanildo Oliveira | 7  | 1  | 5  | 1  | 8  | 9  | -1 | 38,09 |
| Total              | 54 | 23 | 14 | 17 | 84 | 58 | 26 | 51,23 |